# Dzieje mistrza Twardowskiego
Dzieje mistrza Twardowskiego – baśń filmowa z 1995 roku w reżyserii Krzysztofa Gradowskiego. Ekranizacja Mistrza Twardowskiego Józefa Ignacego Kraszewskiego, opartej na podaniach ludowych baśni o uczonym, który sprzedał duszę diabłu. Zdjęcia kręcono w Krakowie i Klęku.

## Obsada
- Daniel Olbrychski jako Jan Michał Twardowski
- Rafał Olbrychski jako młody Jan Michał Twardowski
- Rafał Królikowski jako diabeł Balan
- Jerzy Kamas jako Mikołaj Twardowski, ojciec Jana Michała
- Jerzy Bończak jako diabeł Pursan "Łowca Dusz"
- Krzysztof Kolberger jako dworzanin Zygmunta Augusta
- Agnieszka Różańska jako młoda Agnieszka, żona Twardowskiego
- Maryla Rodowicz jako Agnieszka, żona Twardowskiego
- Anna Korcz jako cesarz Belzebub
- Joanna Trzepiecińska jako duch Barbary Radziwiłłówny
- Agnieszka Wagner jako matka Twardowskiego
- Franciszek Pieczka jako pustelnik Albertus
- Maciej Kozłowski jako Lucyper, książę ds. Wschodu
- Henryk Machalica jako król Zygmunt August
- Ignacy Machowski jako wykładowca na uniwersytecie w Wittemberdze
- Leon Niemczyk jako Tomasz Reiner, lalkarz z Wittembergi
- Jerzy Bińczycki jako profesor Łukasz, wykładowca Twardowskiego na Akademii Krakowskiej
- Zbigniew Buczkowski jako karczmarz Bartłomiej Brzózka, właściciel gospody "Rzym"
- Marian Glinka jako diabeł Barkalas, prezydent warsztatów smołowych
- Krzysztof Janczar
- Maria Klejdysz jako baba u Twardowskiego
- Ryszard Kotys jako diabeł marszałek polny
- Edward Linde-Lubaszenko jako inkwizytor Albert z Płocka
- Bogusław Sochnacki jako mieszczanin u Twardowskiego
- Tatiana Sosna-Sarno jako czarownica
- Sławomir Sulej jako diabeł Pruslas
- Grażyna Trela jako diabeł "inkwizytor Benancjusz"
- Piotr Fronczewski – narrator
- Ireneusz Kaskiewicz – zbój
- Jerzy Słonka

i inni

## Nagrody
- 1996: Nagroda Jury Dziecięcego (Marcinek) za najlepszą rolę męską na Festiwalu Filmów dla Dzieci w Poznaniu dla Rafała Królikowskiego
- 1996: Nagroda Jury Dziecięcego (Marcinek) za scenografię na FF dla Dzieci w Poznaniu dla Bogdana Solle